# قادرآباد (هیرمند)
قادرآباد یا ما دین روستایی در دهستان دوست محمد بخش مرکزی شهرستان هیرمند استان سیستان و بلوچستان ایران است.

## جمعیت
بر پایه سرشماری عمومی نفوس و مسکن در سال ۱۳۹۵ جمعیت این روستا ۲۰۱ نفر (۵۹خانوار) بوده‌است.